# انتخابات ریاست‌جمهوری پاکستان (۲۰۱۸)
انتخابات ریاست‌جمهوری پاکستان (۲۰۱۸) (انگلیسی: Pakistani presidential election, 2018) در ۴ سپتامبر ۲۰۱۸ برگزار شد.
رئیس‌جمهور وقت ممنون حسین از حزب مسلم لیگ نواز شریف واجد شرایط انتخاب مجدد بود تا در یک دوره ۵ ساله دیگر در سمت خود باقی بماند اما عارف علوی در این انتخابات پیروز شد. دوره ریاست جمهوری ممنون حسین در تاریخ ۹ سپتامبر ۲۰۱۸ پایان یافت. 

## نظام انتخاباتی
رئیس‌جمهور پاکستان به‌طور غیرمستقیم توسط هیاتی از احزاب پیشرو پاکستان انتخاب می‌شود - در انتخابات مجلس سنا، مجلس ملی و شوراهای استانی نیز شرکت دارند. هر انتخاب کننده تعداد معینی حق رای مختلف دارد. اصل کلی این است که تعداد کل آراء اعضای مجلس با تعداد کل آراء اعضای قانونگذاران استانی برابر باشد. همچنین قانونگذاران استان‌های بزرگتر، رای بیشتری به نسبت استان‌های کوچکتر دارند. محاسبه واقعی برای برآورد آرا توسط یک استان خاص و تعداد کرسی‌های آن به نسبت جمعیت آن استان بستگی دارد، و رای نهایی توسط تعدادی از قانون گذاران هیئت انتخاب کنندگان رئیس‌جمهور محاسبه می‌شود، قانون اساسی پاکستان تأکید دارد که انتخابات ریاست جمهوری نباید شصت روز زودتر از موعد دوره ریاست‌جمهوری و نه بیش از سی روز قبل از پایان دوره ریاست جمهوری فعلی برگزار گردد.

## هیئت انتخاب کنندگان رئیس‌جمهور
این هیئت با مشارکت شش حزب سیاسی پیشرو پاکستان تشکیل می‌شود:
- سنا پاکستان
- مجلس ملی پاکستان
- مجمع ولایت پنجاب
- مجمع ولایتی سند
- مجمع ولایتی بلوچستان
- مجلس ولایتی خیبر پختونخوا